# Vùng Ayeyarwady
Tôn giáo ở Ayeyarwady (2014)
Vùng Ayeyarwady (tiếng Miến Điện: ဧရာဝတီတိုင်းဒေသကြီး, phát âm [ʔèjàwədì táiɴ dèθa̰ dʑí]) hay Irrawaddy là một vùng của Myanmar, nằm trên vùng châu thổ sông Ayeyarwady (sông Irrawaddy). Nó giáp vùng Bago về phía bắc và đông, vùng Yangon về phía đông, vịnh Bengal về phía nam và tây, và bang Rakhine về phía tây bắc.
Vùng này nằm trong khoảng vĩ độ 15° 40' và 18° 30' Bắc, và kinh độ 94° 15' và 96° 15' Đông. Nó có diện tích 35.140 kilômét vuông (13.566 dặm vuông Anh). Dân số hơn 6 triệu người. Theo thống kê dân số 2014, có 6.184.829 người cư ngụ tại đây.
Thủ phủ của vùng Ayeyarwady là Pathein.

## Dân cư
Người Miến và người Karen (Kayin) chiếm phần đông dân số, với thiểu số nhỏ người Rakhine ở vùng duyên hải phía tây. Đa số người dân theo Phật giáo, số ít theo Kitô giáo và Hồi giáo. Tiếng Miến Điện là lingua franca.